# Ángel Custodio Loyola
Ángel Custodio Loyola (Mata Arzolera, estado Guárico; 4 de septiembre de 1926 -Cagua, estado Aragua; 24 de septiembre de 1985) también conocido como «El cantor del llano», fue un cantante y compositor venezolano de música llanera. Se destacó por ser un pionero del joropo que inició su carrera desde muy pequeño, inspirado en el contacto con el campo y las faenas propias de su localidad.

## Biografía
Ángel Custodio Loyola creció en un entorno rural característico de los llanos venezolanos, específicamente en la región limítrofe entre los estados Guárico y Barinas (Zamora, para aquel entonces). En la actualidad es común encontrar a numerosos familiares y amistades de Loyola dispersos por las parroquias del actual municipio Arismendi, estado Barinas. Asimismo, son múltiples los testimonios de quienes lo conocieron en sus inicios como intérprete musical en la región llanera, que expresan admiración por su talento.
Loyola fue influenciado por copleros relancinos como Eliseo Flores, Manuel Pérez Acosta, Juan de la Cruz “Cucú” Pérez, Ricardo Acevedo, Ramón Delgado, Santana Peña, Valentín Díaz, entre otros que eran cantadores improvisados de fama local que no llegaron a grabar discos. Eran los años en que el contrapunteo era el género de canta llanera más popular.
En la entrevista titulada Todo el llano en la voz (1994), junto a otros escritos de Ángel Eduardo Acevedo y José Antonio Silva; Loyola le confesó al poeta Luis Alberto Crespo que la primera vez que le permitieron cantar en público y entre adultos fue en Zamora (Barinas), contando Loyola en aquella ocasión con «más o menos catorce años» de edad, en un baile homenaje a San Lorenzo que se inició en el vecindario El Berraco, concretamente en la casa de Ramón Hernández, un primo de Loyola, quien también cantaba, al igual que Eliseo Flores, otro pariente de Loyola.

### Trayectoria Profesional y Reconocimiento
Loyola comenzó a participar de manera regular en bailes y eventos públicos, donde su talento vocal fue cada vez más apreciado. A raíz de estas presentaciones, su fama se expandió rápidamente, lo que incrementó la demanda por sus actuaciones. En una entrevista, Loyola atribuyó su descubrimiento en el mundo artístico a Germán Fleitas Beroes, Pedro Azopardo, Rafael y Mariano Hurtado Rondón, reconocidos poetas y cantantes del llano guariqueño, quienes reconocieron su potencial. Pero fue el maestro Juan Vicente Torrealba, siguiendo la recomendación de Antonio Abraham (musiú Abraham), quien se dirigió a Calabozo con el propósito de invitar a Loyola a unirse al conjunto Los Torrealberos, en la residencia de Raquel Jaén.

#### Los Torrealberos
La carrera musical de Ángel Custodio Loyola adquirió un impulso significativo al unirse al conjunto folklórico de don Juan Vicente Torrealba hacia finales de los años cuarenta. Esta asociación estratégica le permitió alcanzar una amplia proyección a nivel nacional, consolidando su reputación como un intérprete y obteniendo el reconocimiento de sus colegas. A partir de ese momento, amplió su influencia a diversos medios de comunicación, tales como la radio, la televisión y el cine. Su apodo, «El Tigre de Masaguarito», acuñado en el llano y durante sus presentaciones en vivo, se convirtió en su símbolo personal en los escenarios.
Entre las décadas de 1940 y 1950, en la escena musical caraqueña había intérpretes de una variante del joropo que se distinguía por su ritmo acelerado y una instrumentación peculiar, en la que destacaban el bandolín, la guitarra, las maracas, entre otros instrumentos. Esta manifestación musical, con características únicas la diferenciaban del joropo tradicional del llano adentro. El repertorio de artistas que interpretaron el joropo caraqueño-mirandino, incluía nombres de gran relevancia como César del Ávila, Juan del Ávila, Magdalena Sánchez, Josefina Rodríguez, Lorenzo Herrera (padre e hijo), Adrián Pérez (autor de «El muñeco de la ciudad»), Vicente Flores y Heriberto Escobar, entre otros destacados exponentes de este género.
A su llegada a Caracas, Loyola se encontró inmerso en un panorama musical hasta entonces desconocido para él. Emprendió una rigurosa crítica del joropo caraqueño-mirandino y de los géneros caribeños, como el mambo y la guaracha, que gozaban de gran popularidad en los círculos urbanos de la época.
En uno de sus pasajes, se escucha:

Cantando al pie del arpa

óyelo bien, yo vine
y no supe cuando
porque supe que en Caracas
lo que reinaba era el mambo.
El joropo es sentimiento, alma
y dan ganas de cantar,
no es un mambo escandaloso,

ni una Guaracha vulgar.

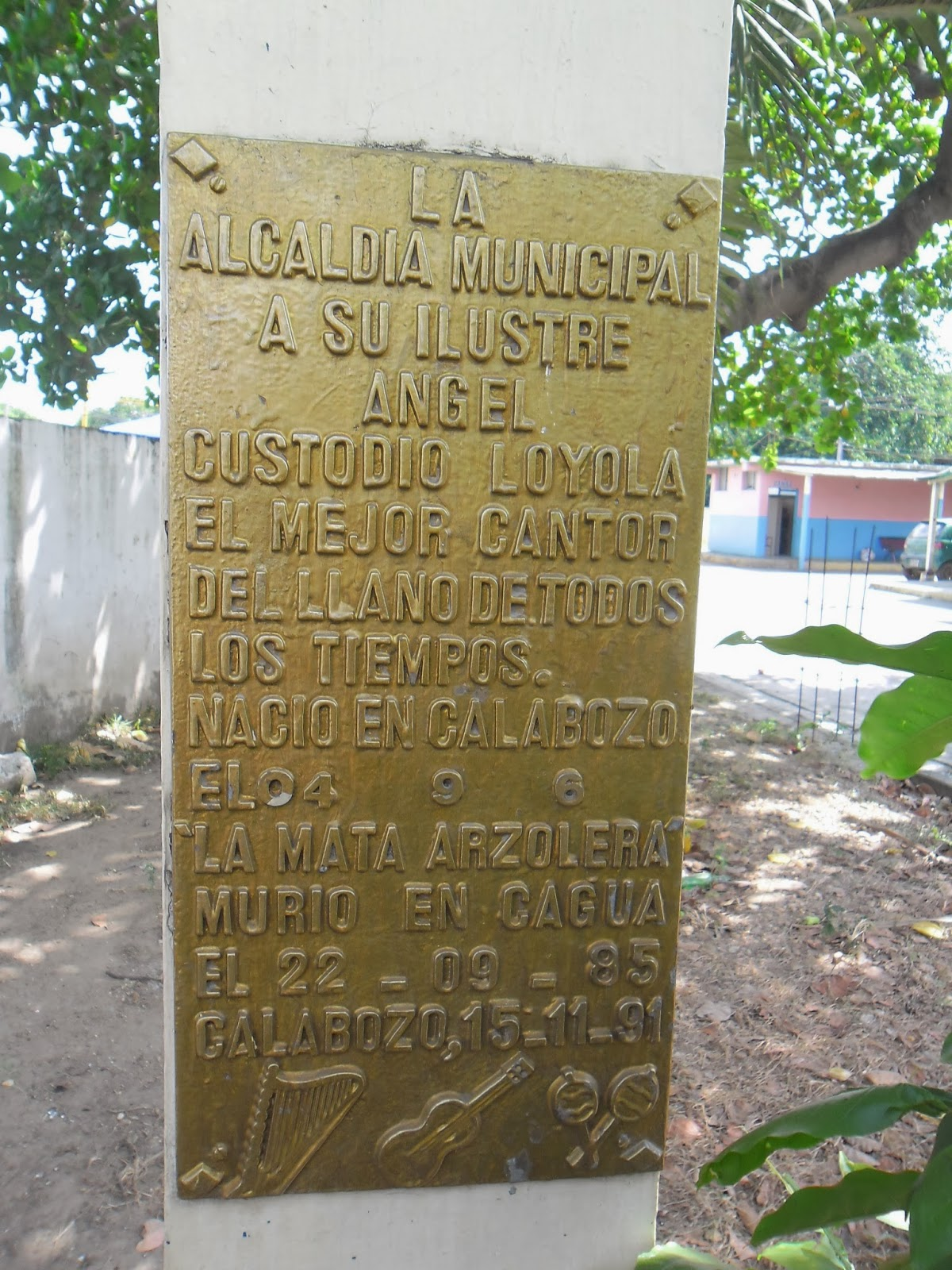
Fotografía de la placa del monumento Ángel Custodio Loyola. Calabozo (Estado Guárico), (3 de diciembre de 2013).

Loyola se posicionó ante el público como un auténtico representante y embajador del joropo más puro, el del llano profundo. Su estilo, marcado por un lenguaje coloquial, genuino y auténtico, despertó un creciente interés tanto en la audiencia caraqueña como en el resto del país. De este modo, se erigió como un defensor de lo que se podría denominar como la ética llanera, cuestionando cualquier elemento que, a su juicio, pudiera corromperla. Impulsado por esta radical perspectiva, decidió separarse de Juan Vicente Torrealba y Los Torrealberos.
Pero antes de la separación y a pesar del breve tiempo de trabajo, hicieron juntos las primeras grabaciones de Loyola en acetatos de 78 revoluciones por minuto (r. p. m.) para los sellos disqueros REHA y Banco Largo, de los temas: El gavilán, Tierra Negra, Pasaje N.º 1, El carnaval, San Rafael, El sancocho y El pabellón. Luego, saldría a la luz pública el long play (LP) Dos criollísimos, que reúne todos los temas cantados por Loyola al pie del arpa de Juan Vicente Torrealba.

#### Colaboración con Ignacio «Indio»Figueredo
Tras disolver su vínculo profesional con Torrealba, Loyola estableció una colaboración artística con Ignacio Ventura Figueredo, reconocido arpista apureño. Figueredo, también conocido como «El indio Figueredo», residía de forma itinerante entre Caracas y Maracay. Fruto de esta alianza, en 1951 o 1952, ambos músicos grabaron un sencillo de 45 rpm que incluía los temas El gabán y La verdolaga.
La producción de discos de acetato, sumado a la amplia difusión a través de rocolas, programas radiofónicos, presentaciones en vivo y televisión, contribuyó a consolidar su éxito. Su interpretación del canto llanero se caracterizó por una voz clara y sonora, propias de la tradición llanera. Su vestimenta, compuesta por un liqui-liqui almidonado, sombrero de ala ancha, chaparro y pañuelo, se convirtió en su sello personal, asociándolo con su figura pública. Estos elementos del atuendo tradicional venezolano complementaban su imagen y también reflejaban su arraigo a las costumbres regionales. Al respecto, escribió Crespo:

«El hombre que en los años cincuenta trajo la voz y el quejido del llanero y propuso la canción auténtica de los arrieros y los amansadores de potros, había comenzado a brillar con luz propia en la Caracas de entonces… Loyola logró hacer oír el contrapunteo vivaz y pícaro del que llegó a ser maestro insuperable. La gente lo oía por la Radio nacional y miraba su porte de hombre asoleado y aguerrido en las pantallas de Televisa…»

#### Los Guariqueños
Las canciones de Loyola, además de escucharse en toda Venezuela, también traspasaron a otras regiones fuera del país. Loyola ostenta el distinguido honor de ser el primer cantante de música llanera en incursionar en el cine mexicano. Participó en diversas producciones cinematográficas de la época dorada del cine mexicano. Asimismo, su presencia en la televisión mexicana, particularmente en Televisa, consolidó su reconocimiento en el medio artístico. En 1954, fundó su propia agrupación musical, Los Guariqueños, con quienes realizó numerosas grabaciones para sellos discográficos como Discomoda y Cachilapo.

## Contribución y Legado

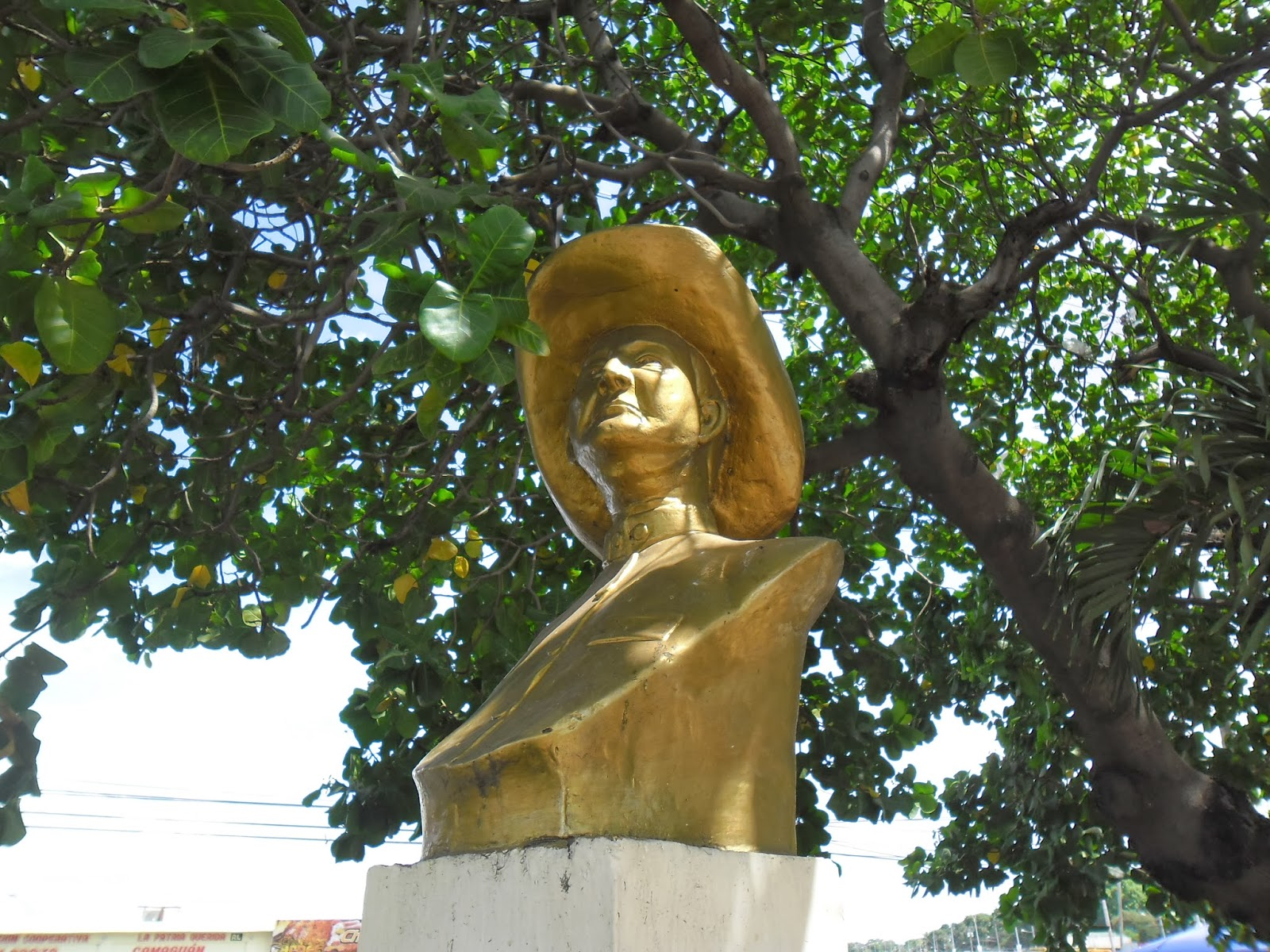
Efigie del «Cantor del llano» en el Terminal de pasajeros Ángel Custodio Loyola. Calabozo (Venezuela).

Muchas de las canciones de Ángel Custodio Loyola eran de su propia autoría, reflejaban la vida y la cultura del llano venezolano. No solo participó en la interpretación de este género, sino que también reforzó su popularidad de la música popular venezolana a través de su creación y difusión.
En los últimos años de su vida, se estableció entre San Juan de los Morros y Maracay, donde continuó promoviendo el folclore a través de programas radiales. Los nuevos cantantes, interpretan de sus canciones, propias de la identidad cultural de la región. «La música de Ángel Custodio Loyola es un reflejo de su vida y su pasión, y seguirá siendo un faro de inspiración para futuros artistas».

## Discografía
| Año  | Álbum                         | Compañía discográfica |
| ---- | ----------------------------- | --------------------- |
| 1961 | Sentimiento llanero           | Discomoda DCM-246     |
| 1961 | Corrío Apureño                | Discomoda DCM-256     |
| 1962 | Travesías de Mata Larga       | Discomoda DCM-298     |
| 1968 | Ay! Catira Marmoleña          | Discomoda DCM-623     |
| 1970 | El tigre de Masaguarito       | Discomoda DCM-414     |
| 1970 | El Guariqueño si sabe         | Cachilapo LPC-017     |
| 1976 | El Indio Modesto Laya         | Palacio LPS-66.386    |
| 1980 | Pasaje contramarcado          | Discomoda DCM-119     |
| 1980 | El guachamarón                | Discomoda DCM-287     |
| 1983 | Buenos Aires llaneros         | Discomoda DCM-195     |
| S/F. | Señores, Aquí está un llanero | Discomoda DCM-462     |
| S/F. | Sentir Venezolano             | Philips 40.097        |

## Compilaciones
| Título                                     | Compañía discográfica    |
| ------------------------------------------ | ------------------------ |
| El Disco de Oro de Ángel C. Loyola         | Discomoda DCM-973        |
| Ángel C. Loyola-El Carrao-Eneas Perdomo    | Discomoda LP-TB 1402     |
| Bravos del Canto Llanero                   | Discomoda DCM ER-20010   |
| Clásicos llaneros de Ángel Custodio Loyola | Discomoda 601537         |
| Loyola y El Carrao                         | Foca Records FD-43398673 |

### Videos
- El Pajarillo - Ángel Custodio Loyola en Youtube
- El Gavilán - Ángel Custodio Loyola

- Datos: Q16011305